# Crust (album)
"Crust" – drugi minialbum thrash, death metalowego zespołu muzycznego Sarcófago, wydany w grudniu 2000 roku.

## Lista utworów
1. Sonic Images Of The New Millennium Decay - 01:56
2. Day Of The Dead - 03:39
3. F.O.M.B.M. (Fuck Off The Melodic Black Metal!) - 02:54
4. Crust - 03:12

## Twórcy
- Wagner Lamounier – gitara, śpiew
- Gerald Minelli – gitara basowa
- Eugênio "Dead Zone" – perkusja